# 高岡市立横田小学校
高岡市立横田小学校（たかおかしりつ よこたしょうがっこう）は富山県高岡市にあった公立小学校。

## 沿革
- 1874年（明治7年） - 創立[2]。
- 1906年（明治39年） - 「研精獅子」の校章がつくられる。
- 2024年（令和6年）3月31日 - 廃校[3]。同年4月1日に同じ高岡西部中学校区内の西条小学校、川原小学校の2校と統合し、西条小跡地と隣接する高岡西高校跡地を利用して、高岡市立高岡西部小学校となり閉校[4]。今後は高岡西部中学校とも統合し、2027年（令和9年）4月を目途に小中一貫校をつくる計画となっている[5]。

なお、旧横田小学区跡地は、第一物産が優先交渉権者に選ばれた。同社によると、校舎とプールは解体し、産業観光に対応した社屋と工場を整備する計画となっている。体育館は残し、地域住民に開放する他、同校のメモリアル施設も設ける方針である。

## 周辺
- 国道8号
- 三協立山 本社
- 高岡市竹平記念体育館
- 中尾清月堂 本店

## 卒業生
- 相本芳彦（フリーアナウンサー）
- 荒田恭兵（ハイダイバー、飛込競技選手）
- 上埜進（会計学者、アジア太平洋管理会計学会理事長、公認会計士試験委員、甲南大学教授）
- 角田悠紀（高岡市長）
- 山本徹（第74代全国都道府県議会議長会議長[7]、第131代富山県議会議長、第121代富山県議会副議長、富山県議会議員、高岡市議会議員）[8]